# Nekrolog 1949
Nekrolog
◄◄
| ◄
| 1945
| 1946
| 1947
| 1948
| 1949 | 1950 | 1951 | 1952 | 1953 | ► | ►►
1. Quartal |
2. Quartal |
3. Quartal |
4. Quartal 
Weitere Ereignisse | Allgemeiner Nekrolog 1949
Die Beschreibung der verstorbenen Person sollte so kurz wie möglich gehalten sein und nur deren signifikante Tätigkeit(en) enthalten.
Neue Namen ggf. auch unter dem Geburts- und Sterbedatum, also etwa unter 1. Januar und im Geburts- und Sterbejahr (2024) eintragen (nur bei entsprechender großer Wichtigkeit). Für Beispiele siehe die schon vorhandenen Artikel.
Außerdem über die fünf zuletzt Verstorbenen, zu denen es einen ausreichend guten Artikel für eine Präsentation auf der Hauptseite gibt, nach der todesbedingten Überarbeitung der Artikel ggf. auch unter Wikipedia Diskussion:Hauptseite informieren und sie am besten auch in den anderen Wikipedia-Sprachversionen eintragen. Tipp: Regelmäßig bei news.google.de nach „ist tot“, „gestorben“ oder „verstorben“ suchen.
Wenn eine Person gestorben ist, gibt es viele Seiten zu dieser Person in der Wikipedia, die davon auch betroffen sind und entsprechend aktualisiert werden müssen. Beispiele: Namenübersichtsseite, Geburtsjahr, Geburtsort-Seiten und viele mehr.
Wie finde ich die betroffenen Seiten?
Im Suchfeld auf der linken Seite gibt man den Suchbegriff so ein: „Vorname Nachname“. Dann klickt man auf Volltext und alle Seiten mit entsprechendem Suchtext werden aufgerufen. Hier sieht man dann schnell, wo auch das Todesjahr Sinn macht oder sogar ein Teil des Artikels angepasst werden muss. Auch hilft das „Werkzeug“ auf der linken Seite sehr gut, um solche Seiten aufzufinden: „Links auf diese Seite“. Somit ist die Wikipedia wieder aktuell in allen Bereichen! Hinweis: bei Eintragung der Kategorie „Gestorben JAHR“ wird der Missbrauchsfilter 49 ausgelöst, was jedoch nicht schlimm ist. Siehe: Spezial:Missbrauchsfilter/49
Dies ist eine Liste von im Jahr 1949 verstorbenen bekannten Persönlichkeiten. Die Einträge erfolgen innerhalb der einzelnen Daten alphabetisch sortiert. Tiere sind im Nekrolog für Tiere zu finden.
Die Liste ist nach Quartalen aufgeteilt:
- Nekrolog 1. Quartal 1949: Januar, Februar und März
- Nekrolog 2. Quartal 1949: April, Mai und Juni
- Nekrolog 3. Quartal 1949: Juli, August und September
- Nekrolog 4. Quartal 1949: Oktober, November und Dezember

## Datum unbekannt
| Tag | Name                              | Beruf, bekannt als                                                                   | Alter | Beleg |
| --- | --------------------------------- | ------------------------------------------------------------------------------------ | ----- | ----- |
|     | Kurt Walter Bachstitz             | deutsch-österreichischer Kunsthändler                                                |       |       |
|     | Arno Barth                        | deutscher Kommunalpolitiker (SPD, SED) und Rechtsanwalt                              |       |       |
|     | Elisa Beetz-Charpentier           | französische Bildhauerin, Malerin und Medailleurin                                   |       |       |
|     | Jean Benda                        | deutscher Geiger und Violinpädagoge                                                  |       |       |
|     | August Bloch                      | deutscher Maler                                                                      |       |       |
|     | Rıza Tevfik Bölükbaşı             | türkischer Politiker                                                                 |       |       |
|     | James W. Bryce                    | US-amerikanischer Informatiker                                                       |       |       |
|     | Friedrich Buchholz                | deutscher Unternehmer                                                                |       |       |
|     | Alfred Burt                       | britischer Offizier, zuletzt Brigadegeneral                                          |       |       |
|     | Anna Charlier                     | Verlobte des Expeditionsteilnehmers Nils Strindberg                                  |       |       |
|     | Eduardo Chicharro y Agüera        | spanischer Maler                                                                     |       |       |
|     | Maurice Cognacq                   | französischer Arzt und Kolonialbeamter in Indochina                                  |       |       |
|     | Herbert Henry Cousins             | britischer Agrochemiker                                                              |       |       |
|     | Lionel Townsend Crawshaw          | britischer Maler, Aquarellist und Radierer                                           |       |       |
|     | Wilhelm Gustav Damm               | Schweizer Komponist und Dirigent                                                     |       |       |
|     | Dmitri Georgijewitsch Debabow     | sowjetischer Fotograf                                                                |       |       |
|     | João Dias                         | mosambikanischer Schriftsteller                                                      |       |       |
|     | Curt Reinhard Dietz               | deutscher Schriftsteller                                                             |       |       |
|     | Frans Fischer                     | belgischer Politiker (Belgische Arbeiterpartei)                                      |       |       |
|     | Lleó Fontova i Planes             | katalanisch-argentinischer klassischer Violinist                                     |       |       |
|     | Hermann Fricke                    | deutscher Physiker, Mathematiker und Chemiker                                        |       |       |
|     | Dmitri Nikanorowitsch Gorjatschew | russischer Mathematiker                                                              |       |       |
|     | Ramón Guirao                      | kubanischer Journalist und Schriftsteller                                            |       |       |
|     | Carlotta Case Hall                | US-amerikanische Botanikerin                                                         |       |       |
|     | Francesc Hernández i Sanz         | menorquinischer Historiker, Bibliothekar, Autor                                      |       |       |
|     | Herbert Holman                    | britischer Generalleutnant                                                           |       |       |
|     | Hagop Iskender                    | türkischer Fotograf                                                                  |       |       |
|     | Sigurður Jónsson                  | isländischer Schriftsteller                                                          |       |       |
|     | Ferdinand Louis Kerran            | britischer politischer Aktivist (Labour Party)                                       |       |       |
|     | Florence Kate Kingsford           | britische Kalligrafin, Illustratorin und Vertreterin der modernen Buchmalerei        |       |       |
|     | Rudolf Kögler                     | Begründer des ersten Naturlehrpfades in Böhmen                                       |       |       |
|     | Kostaq Kota                       | albanischer Politiker                                                                |       |       |
|     | Josef Kraker                      | Gottscheer Priester                                                                  |       |       |
|     | Walter Krostewitz                 | deutscher Chemiker, Manager der Textilindustrie                                      |       |       |
|     | Ignaz Landgraf                    | deutscher katholischer Pfarrer                                                       |       |       |
|     | Paul Laumonier                    | französischer Romanist und Literaturwissenschaftler                                  |       |       |
|     | Jean-Marie Le Roux                | französischer Mathematiker                                                           |       |       |
|     | Aage Madelung                     | dänischer Schriftsteller                                                             |       |       |
|     | Charles Monteil                   | französischer Afrikanist und Ethnologe                                               |       |       |
|     | Byrd Moore                        | US-amerikanischer Old-Time-Musiker                                                   |       |       |
|     | Vinzenz Murr                      | deutscher Fleischer                                                                  |       |       |
|     | Walter Fjodorowitsch Nouvel       | russischer Autor                                                                     |       |       |
|     | Rosa Olitzka                      | deutsche Opernsängerin (Kontra-Alt)                                                  |       |       |
|     | Ricardo Olivera                   | argentinischer Botschafter                                                           |       |       |
|     | Rudolf Pavlu                      | österreichischer nationalsozialistischer Verwaltungsbeamter                          |       |       |
|     | Bill Perkins                      | englischer Fußballtorhüter                                                           |       |       |
|     | William James Perry               | britischer Kulturanthropologe                                                        |       |       |
|     | Fritz Peter                       | deutscher Mathematiker                                                               |       |       |
|     | Karel Petrů                       | tschechoslowakischer Fußballfunktionär und Journalist                                |       |       |
|     | Bruno Petzold                     | deutscher Schriftsteller und Journalist                                              |       |       |
|     | Rosa Pfäffinger                   | österreichische Malerin                                                              |       |       |
|     | Wilhelm Ponndorf                  | deutscher Mediziner                                                                  |       |       |
|     | Attilio Pratella                  | italienischer Maler                                                                  |       |       |
|     | Snoozer Quinn                     | US-amerikanischer Jazz-Gitarrist                                                     |       |       |
|     | José María Restrepo Sáenz         | kolumbianischer Historiker                                                           |       |       |
|     | Gustav Riedlin                    | deutscher Arzt, Pionier des Heilfastens                                              |       |       |
|     | Danielle Sarréra                  | französische Dichterin (fiktiv)                                                      |       |       |
|     | Karl Scheibe                      | deutscher Lehrer und Konrektor, Lyriker, Herausgeber und Heimatforscher              |       |       |
|     | Paul Schondorf                    | deutscher Architekt und Baubeamter                                                   |       |       |
|     | Karl Schwarz                      | deutscher Politiker (DDP, CDU), MdL und Landrat                                      |       |       |
|     | Leonhard Seif                     | deutscher Neurologe, Erziehungsberater und Individualpsychologe                      |       |       |
|     | Fredegond Shove                   | englische Dichterin                                                                  |       |       |
|     | Hans von Stratowa                 | österreichischer Genealoge und Archivar                                              |       |       |
|     | Alexander Sokolowsky              | deutscher Zoologe                                                                    |       |       |
|     | Bernhard Spangenberg              | deutscher Politiker (CDU), stellv. sächsischer Finanzminister                        |       |       |
|     | Adolphe Stoclet                   | belgischer Ingenieur und Finanzmann                                                  |       |       |
|     | Karl Straub                       | deutscher Lehrer und Schriftsteller                                                  |       |       |
|     | Hugo Suette                       | österreichischer SA-Führer und Kreisleiter                                           |       |       |
|     | Timothy Sullivan                  | irischer Chief Justice                                                               |       |       |
|     | Ludwig Trapp                      | deutscher Uhrmacher                                                                  |       |       |
|     | Henri Trilles                     | französischer Missionar, Ethnologe und Afrikaforscher                                |       |       |
|     | Berç Keresteciyan Türker          | türkischer Bankier und Politiker                                                     |       |       |
|     | Ulises Vásquez                    | chilenischer Maler                                                                   |       |       |
|     | Franz Wilhelm Voigt               | deutscher Maler                                                                      |       |       |
|     | Babe Wagner                       | US-amerikanischer Jazz-Musiker                                                       |       |       |
|     | Wang Jingzhai                     | hui-chinesischer Islamwissenschaftler, Koranübersetzer                               |       |       |
|     | Daniel Warnotte                   | belgischer Soziologe                                                                 |       |       |
|     | Wu Yu                             | chinesischer Gelehrter                                                               |       |       |
|     | Meryem Xan                        | kurdische Sängerin (Dengbêj)                                                         |       |       |
|     | Zhang Haipeng                     | chinesischer und mandschurischer General                                             |       |       |
|     | Rudolf Ziegenhagen                | deutscher Buchhändler und Teil einer Widerstandsgruppe gegen den Nationalsozialismus |       |       |